# Horst-Heinz Henning
Horst-Heinz Henning (* 15. Juli 1920 in Gotha; † 25. Juni 1998 in Sautens) war ein deutscher Schlagerkomponist, Texter und Produzent.

## Leben
Henning wuchs in seiner Geburtsstadt Gotha auf. Er komponierte viele bekannte Schlager in den 1950er, 1960er und 1970er Jahren, etwa Der Mann am Klavier für Paul Kuhn, Das hab’ ich in Paris gelernt für Chris Howland oder Zwischen Heute und Morgen für Mary Roos. Außerdem produzierte er das Hellberg-Duo. In der Zeit der Kooperation mit Mary Roos Ende der 1960er Jahre wohnte er in Beselich-Obertiefenbach im Landkreis Limburg-Weilburg.
Henning ist auch der Texter von Marsch der Verdammten, einem Marschlied der französischen Fremdenlegion.
Henning komponierte und textete nicht nur unter seinem richtigen Namen, sondern auch unter den Pseudonymen Don Nenghin, Friedrich Wille, Heinz Therningsohn, Heinz Van Dugen, Jonny Breake, Leo Steinbach, Luis Warner, Nico Maroni und Victor Waldin.